# Eternal Reign
Eternal Reign est un groupe allemand de doom metal, originaire de Brême.

## Histoire
Les débuts d'Eternal Reign remontent à 1997, lorsque Mick Sebastian, Torsten Fünfhaus, Jörg Hassel et André Genuit se retrouvent dans la salle de répétition pour écrire et jouer des chansons ensemble. Tous avaient auparavant acquis de l'expérience live et enregistré des albums avec divers groupes de Brême comme Sweet Cheater, Exploder ou Final Prophecy, qui reçoivent de bonnes critiques, mais qui ne sont plus actifs entre-temps.
En automne 1998, après l'arrivée du chanteur Dirk Stühmer au printemps de la même année, le groupe, qui s'appelait alors Perfect Crime, enregistre sa première démo en salle de répétition, qui a reçu une très bonne presse, notamment dans le magazine japonais Burrn!. Après de nombreux concerts et la victoire d'un concours de groupes, le groupe a l'occasion d'enregistrer une autre démo intitulée Crimetime lors d'une session de six jours en studio. Cette sortie est de nouveau très bien accueillie par la presse nationale et internationale, ainsi que par de nombreux magazines sur Internet. Lors de quelques concerts bien fréquentés, le groupe peut convaincre un public relativement important de la puissance de son metal mélodique. C'est ainsi qu'en été 2000, ils donnent un concert commun avec la légende du metal américain Breaker au club Meisenfrei de Brême.
En février 2001, la chanson Perfect Crime sort en ouverture du CD Unerhört du magazine Rock Hard, et lors d'un vote sur Internet, le groupe, qui portait alors encore le nom de Perfact Crime, réussit à se classer troisième. Après avoir joué en première partie des hard rockers américains Axe ou à l'open air de Rocktown à Bebra, Perfect Crime décroche un contrat pour un disque chez TTS Media Music en été 2001. Avant de passer à la production, le groupe se voit contraint d'abandonner son ancien nom et de se rebaptiser Eternal Reign pour des raisons de droit au nom. Le premier album studio du groupe de metal mélodique de Brême, intitulé Crimes of Passion, sort en septembre 2002, distribué par Alive!, L'album reçoit ensuite de bonnes à très bonnes critiques dans la presse nationale et internationale.
Après avoir participé à plusieurs festivals tels que Keep It True, Headbangers Open Air ou Building a Force, Eternal Reign enregistre son deuxième album Forbidden Path en 2005, qui sort sur le label hambourgeois Limb Music Productions, reçoit de bonnes critiques en général,, et est suivi de plusieurs concerts dans des festivals et à l'étranger.
Les années qui suivirent sont accompagnées de nombreux problèmes - tout d'abord, une odyssée commence à la recherche d'un local de répétition approprié, puis le batteur André Genuit quitte son poste pour des raisons professionnelles. Lennart « Metalbach » Medebach est trouvé pour lui succéder, ce qui permet de poursuivre les travaux sur le prochain album, qui avaient entre-temps débuté. Mais bien que les morceaux aient été en grande partie terminé en 2008, les enregistrements ne peuvent commencer parce que les dates de studio convenues ne peuvent être respectées. Finalement, l'entreprise échoue d'abord avec l'insolvabilité du studio réservé. L'album qui en résulte, intitulé The Dawn of Reckoning, sort le 6 août 2010 sous le label Pure Steel Records,,,. Le 14 juillet 2011, Eternal Reign démontre ses qualités live pour la première fois devant un grand public dans le cadre du Bang Your Head Warm Up Show avec Axel Rudi Pell, Brainstorm et Kissin Dynamite. Début 2012, le groupe se sépare du claviériste Björn Meyer afin de fonctionner à nouveau comme un groupe uniquement composé de guitaristes. Le calme revient ensuite, à l'exception de plusieurs concerts avec des grands noms du metal underground américain comme Halloween (Détroit) ou Vicious Rumors.
Le groupe commence d'abord à écrire des chansons pour un quatrième album, pour la première fois sans claviers. Cependant, le guitariste Torsten Fünfhaus part d'abord pour se consacrer à d'autres projets. Axel Czyborr a rejoint le groupe à sa place. Mais peu après, le chanteur Dirk Stühmer quitte lui aussi le groupe. La recherche d'un frontman approprié n'a cependant pas de succès retentissant, de sorte qu'Eternal Reign est en mode veille depuis avril 2016. Entre-temps, les autres membres rejoignent différents groupes dans la région de Brême.

## Discographie
- 2002 : Crimes of Passion
- 2005 : Forbidden Path
- 2010 : The Dawn of Reckoning